# Doi Inthanon
Il Doi Inthanon (in thailandese ดอยอินทนนท์) è una montagna della Thailandia, con i suoi 2 565 m s.l.m. è la cima più elevata del Paese. Fa parte della catena Doi Inthanon, parte orientale dei monti Thanon Thong Chai, che si sviluppano in catene parallele lungo l'asse nord-sud a partire dall'Altopiano Shan.